# USS Indianapolis (CA-35)
L'USS Indianapolis fou un creuer pesant de la classe Portland que va pertànyer a l'Armada dels Estats Units, amb nom identificador CA-35. El seu nom prové de la ciutat nord-americana d'Indianàpolis, Indiana.
Va ésser un vaixell a càrrec de l'almirall Raymond Spruance. Té un espai significatiu a la història a causa del seu enfonsament, que va portar a la pèrdua de vides en àmbit marítim més gran en la història de la Marina dels Estats Units. El 30 de juliol de 1945, poc després d'haver entregat parts essencials de la primera bomba atòmica a la base naval dels Estats Units a Tinian el vaixell va ser torpedinat per un submarí I-58 de l'Armada Imperial Japonesa; la nau va enfonsar-se en 12 minuts. Dels 1,196 tripulants, 300 van ser "empassats" per l'oceà pacífic juntament amb el creuer. Els 900 homes restants van veure's exposats a deshidratació, enverinament per aigua salada, i atacs de taurons. L'armada va ser conscient de l'enfonsament quan, quatre dies més tard, un PV-1 Ventura va localitzar els nàufrags en un vol rutinari per la zona. Només van sobreviure 317 tripulants. Aquesta història la narra el personatge Quint, interpretat per Robert Shaw en la pel·lícula Tauró, en el minut 90.